# C9 (tomba)
C9: fa parte di una serie di 15 Tombe dei Nobili site nell’area della necropoli di Sheikh Abd el-Qurna di cui è archeologicamente nota l’esistenza, e di cui si hanno notizie sul titolare e sulla struttura, ma di cui si è persa la localizzazione. La necropoli di Dra Abu el-Naga fa parte della più vasta Necropoli Tebana, sulla sponda occidentale del Nilo dinanzi alla città di Luxor, in Egitto. Destinata a sepolture di nobili e funzionari connessi alle case regnanti, specie del Nuovo Regno, l'area venne sfruttata, come necropoli, fin dall'Antico Regno e, successivamente, sino al periodo Saitico (con la XXVI dinastia) e Tolemaico.

## Titolare
C9 era la tomba di:
| Titolare    | Titolo   | Necropoli                       | Dinastia/Periodo | Note                 |
| ----------- | -------- | ------------------------------- | ---------------- | -------------------- |
| sconosciuto | non noto | Sheikh Abd el-Qurna, in pianura | non nota         | adiacente alla TT342 |

## Biografia
Nessuna notizia biografica.

## La tomba
Si ha solo notizia di bozze di disegno rappresentanti tre vasi, di cui uno con manici in forma di teste di stambecco. Oggi si tende a non considerare la C9 come sepoltura a sé stante, ma come parte integrante di altra tomba, forse la TT342.

### Annotazioni
1. ↑  La planimetria non è in scala e ha valore esclusivamente di visione d'insieme; l'ubicazione delle singole tombe non è topograficamente esatta, ma vuole visualizzare la concentrazione delle sepolture, nonché il "disordine" con cui le stesse sono state classificate.
2. ↑  I campi della Duat, ovvero l'aldilà egizio, si trovavano, secondo le credenze, proprio sulla riva occidentale del grande fiume.
3. ↑  Nella sua epoca di utilizzo, l'area era nota come "Quella di fronte al suo Signore" (con riferimento alla riva orientale, dove si trovavano le strutture dei Palazzi di residenza dei re e i templi dei principali dei) o, più semplicemente, "Occidente di Tebe".
4. ↑  Le Tombe dei Nobili, benché raggruppate in un'unica area, sono di fatto distribuite su più necropoli distinte.

### Fonti
1. ↑  Porter e Moss 1927, revisione 1970 pp. 447-454.
2. ↑  Donadoni 1999,  p. 115.
3. 1 2  Porter e Moss 1927, revisione 1970 p. 460.